# Elysiário Távora Filho
Elysiário Távora Filho (Jaguaribe, 18 de maio de 1911 – Rio de Janeiro, 6 de janeiro de 2001) foi um pioneiro geólogo e mineralogista brasileiro. Foi pioneiro na pesquisa de urânio no Brasil, liderando a primeira equipe de geólogos do Comissão Nacional de Energia Nuclear (CNEN), em 1962.
O mineral Tavorita é em sua homenagem.

## Biografia
Elysiário nasceu na cidade de Jaguaribe, no Ceará, em 1911. Era filho do desembargador Elysiário Távora. Ingressou na Escola Nacional de Minas e Metalurgia da então Universidade do Brasil, hoje a Universidade Federal do Rio de Janeiro (UFRJ), graduando-se em 1934 como agrimensor e em 1938 formou-se como engenheiro de minas e metalúrgico pela mesma universidade.
Assim que se formou começou a se dedicar à docência, sendo professor adjunto de Mineralogia e Geologia da UFRJ em 1938. Na Faculdade Nacional de Filosofia da mesma instituição, começou como professor auxiliar e depois como professor catedrático interino entre 1942 a 1946. Foi aprovado no concurso da Cátedra de Mineralogia e Petrografia em 1946 e no mesmo ano defendeu seu doutorado em História Natural, também pela UFRJ.
Prestou diversas consultorias, cursos e palestras, publicando artigos que ainda hoje são referência na área. Palestrou na Universidade de Columbia, no Instituto de Tecnologia de Massachusetts, na Universidade Nacional de Cuyo e na Pennsylvania State College. Trabalhou como professor catedrático na Faculdade de Filosofia até sua transferência para o Instituto de Geociências da Universidade Federal do Rio de Janeiro (1966-1968). Foi integrante do quadro permanente do Departamento Nacional de Produção Mineral (DNPM) de 1955 até sua exoneração, a seu pedido, em 1979.
Uma de suas principais contribuições à ciência foi a utilização dos métodos rádio-cristalográficos que desenvolveu nos gabinetes da Produção Mineral, algo que não era de uso corrente. Elysiário foi sistemático em seus estudos, trazendo rigor à área da mineralogia que até então não existia. Foi responsável pela criação de dois laboratórios de raios-X: um na Universidade do Brasil, a atual UFRJ, e outro no Departamento Nacional de Produção Mineral. Em 1978 a UFRJ concedeu-lhe o título de Professor Emérito.
O mineral Tavorita, um fosfato de lítio e ferro, proveniente do Brasil e estudado nos Estados Unidos por W.T. Pecora e M.L. Lindbergh, ambos do United States Geological Survey, foi nomeado em sua homenagem.

## Morte
Elysiário morreu em 6 de janeiro de 2001, na cidade do Rio de Janeiro, aos 89 anos. Ele foi casado com Adolfina Raitzin de Távora, violista conhecida como Monina Távora, dos anos 1940 até a morte dele em 2001. Monina morreu em 2011, aos 90 anos.